# Trio d'Ataque
Trio D'Ataque é um programa desportivo da RTP3, unicamente dedicado ao comentário futebolístico. Tendo estreado a 19 de outubro de 2004, atualmente, a sua emissão semanal tem lugar aos domingos, após ter sido emitido durante vários anos (até agosto de 2012) às terças-feiras. Consiste num debate onde três comentadores plenamente identificados nas suas simpatias clubísticas (Benfica, Porto e Sporting), discutem a actualidade desportiva mediados por Hugo Gilberto. Actualmente conta como comentadores com Nuno Gonçalves (Sporting), António Oliveira (Porto) e João Gobern (Benfica).

## Comentadores
| Ano            | Benfica                   | Sporting                 | FC Porto         | Canal          |
| -------------- | ------------------------- | ------------------------ | ---------------- | -------------- |
| 2004           | António-Pedro Vasconcelos | Jorge Gabriel            | Rui Moreira      | RTPN           |
| 2005           | António-Pedro Vasconcelos | Jorge Gabriel            | Rui Moreira      | RTPN           |
| 2006           | António-Pedro Vasconcelos | Sérgio Godinho           | Rui Moreira      | RTPN           |
| 2007           | António-Pedro Vasconcelos | Rui Oliveira e Costa (†) | Rui Moreira      | RTPN           |
| 2008           | António-Pedro Vasconcelos | Rui Oliveira e Costa (†) | Rui Moreira      | RTPN           |
| 2009           | António-Pedro Vasconcelos | Rui Oliveira e Costa (†) | Rui Moreira      | RTPN           |
| 2010           | António-Pedro Vasconcelos | Rui Oliveira e Costa (†) | Miguel Guedes    | RTPN           |
| 2011           | Júlio Machado Vaz         | Rui Oliveira e Costa (†) | Miguel Guedes    | RTP Informação |
| 2012           | João Gobern               | Rui Oliveira e Costa (†) | Miguel Guedes    | RTP Informação |
| 2013           | João Gobern               | Jorge Gabriel            | Miguel Guedes    | RTP Informação |
| 2014           | João Gobern               | Rui Oliveira e Costa (†) | Miguel Guedes    | RTP Informação |
| 2015           | João Gobern               | Rui Oliveira e Costa (†) | Miguel Guedes    | RTP3           |
| 2016           | João Gobern               | Rui Oliveira e Costa (†) | Miguel Guedes    | RTP3           |
| 2017           | João Gobern               | Rui Oliveira e Costa (†) | Miguel Guedes    | RTP3           |
| Augusto Inácio | João Gobern               |                          | Miguel Guedes    | RTP3           |
| 2018           | João Gobern               | Nuno Gonçalves           | António Oliveira | RTP3           |
| 2019           | João Gobern               | Nuno Gonçalves           | António Oliveira | RTP3           |
| 2020           | João Gobern               | Nuno Gonçalves           | António Oliveira | RTP3           |

† Falecido

## Prémios e nomeações
Troféus de Televisão TV 7 Dias/Impala
| Ano  | Prémio              | Resultado |
| ---- | ------------------- | --------- |
| 2021 | Programa Desportivo | Indicado  |